# École de médecine de l'AOF
L'École de médecine de l'Afrique-Occidentale française a été fondée en 1918, est devenue École préparatoire de médecine et pharmacie de Dakar en 1953, puis École nationale de médecine et pharmacie en 1958.

## Historique

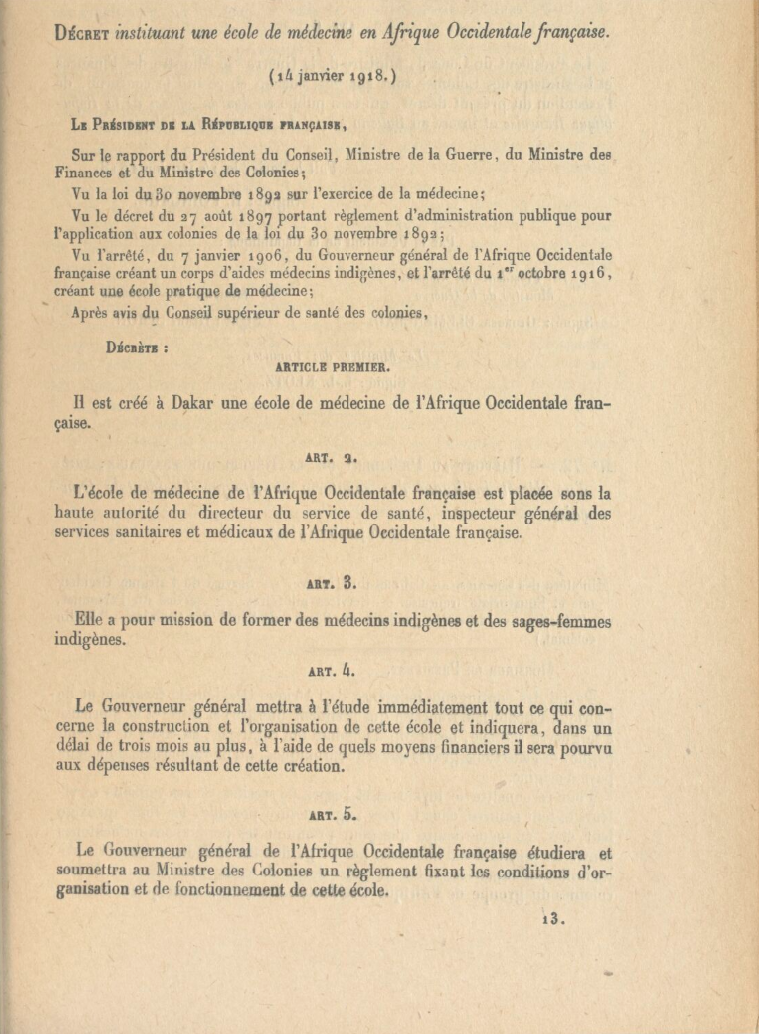
Décret du 14 janvier 1918 instituant l'école de médecine de l'AOF.